# Martin Paldam
Martin Paldam (født 1. oktober 1942) er en dansk professor i økonomi.
Paldam blev cand.polit. fra Københavns Universitet i 1969 og blev efterfølgende ansat på Det Økonomiske Råds sekretariat. Han var fra 1974-1975 FN's økonomiske rådgiver i Nigeria. I 1975 vendte han hjem til Danmark som lektor og fra 1985 professor i økonomi ved Aarhus Universitet. I 1982 blev han dr.oecon.
Paldam er en hyppig deltager i den offentlige debat, bl.a. om effekten af dansk ulandsbistand.